# NGC 839
NGC 839 je galaksija u zviježđu Kit.

## Vanjske poveznice
- SEDS: NGC 839